# Запах мінералів
Запах мінералів (англ. smell of minerals, нім. der Geruch m der Mineralen) — здатність мінералів пахнути при нагріванні (сірка самородна, органічні мінерали), при вибиванні іскор (пірит, арсенопірит), при розбиванні і розтиранні в порошок (деякі кварци, флюорити, фосфорити), при зволоженні (каолініт). Запах багатьох мінералів зумовлений наявністю захоплених при утворенні мінералу пахучих речовин. Деякі мінерали пахнуть самі по собі (асфальт, озокерит).